# Platte (Graz)
Die Platte ist eine 651 m ü. A. hohe Erhebung im Grazer Stadtgebiet. Den Gipfel bildet ein etwa 1 ha großes Plateau, in dessen Mitte die Stephanienwarte, eine ehemalige Wetterstation, steht. Heute befindet sich am Turm eine moderne Umwelt- und Luftgüte-Überwachungsanlage. Die Erhebung ist touristisch erschlossen und bietet ein Graz-Panorama von der Stephanienwarte.

## Lage und Umgebung
Die Platte liegt im Stadtbezirk Mariatrost in der Katastralgemeinde Wenisbuch. Sie erhebt sich rund 250 m über dem Tal des Mariatroster Baches und bildet zusammen mit dem nordwestlich angrenzenden Pfangberg ein kleines Massiv. Nach Südwesten verläuft ein Hügelkamm weiter zu Rosenberg und Reinerkogel, im Norden trennt der Taleinschnitt von Wenisbuch die Erhebung von Lineckberg und Hauenstein. Im Südosten trennt die Rettenbachklamm die Platte vom Kogelberg. Zufahrten mit dem Auto sind über den Hinteren Plattenweg bis zu einem kleinen Parkplatz beim 2. Plattenkreuz möglich, zu Fuß oder mit dem Fahrrad kann man bis zur Warte hinauf.

## Stephanienwarte

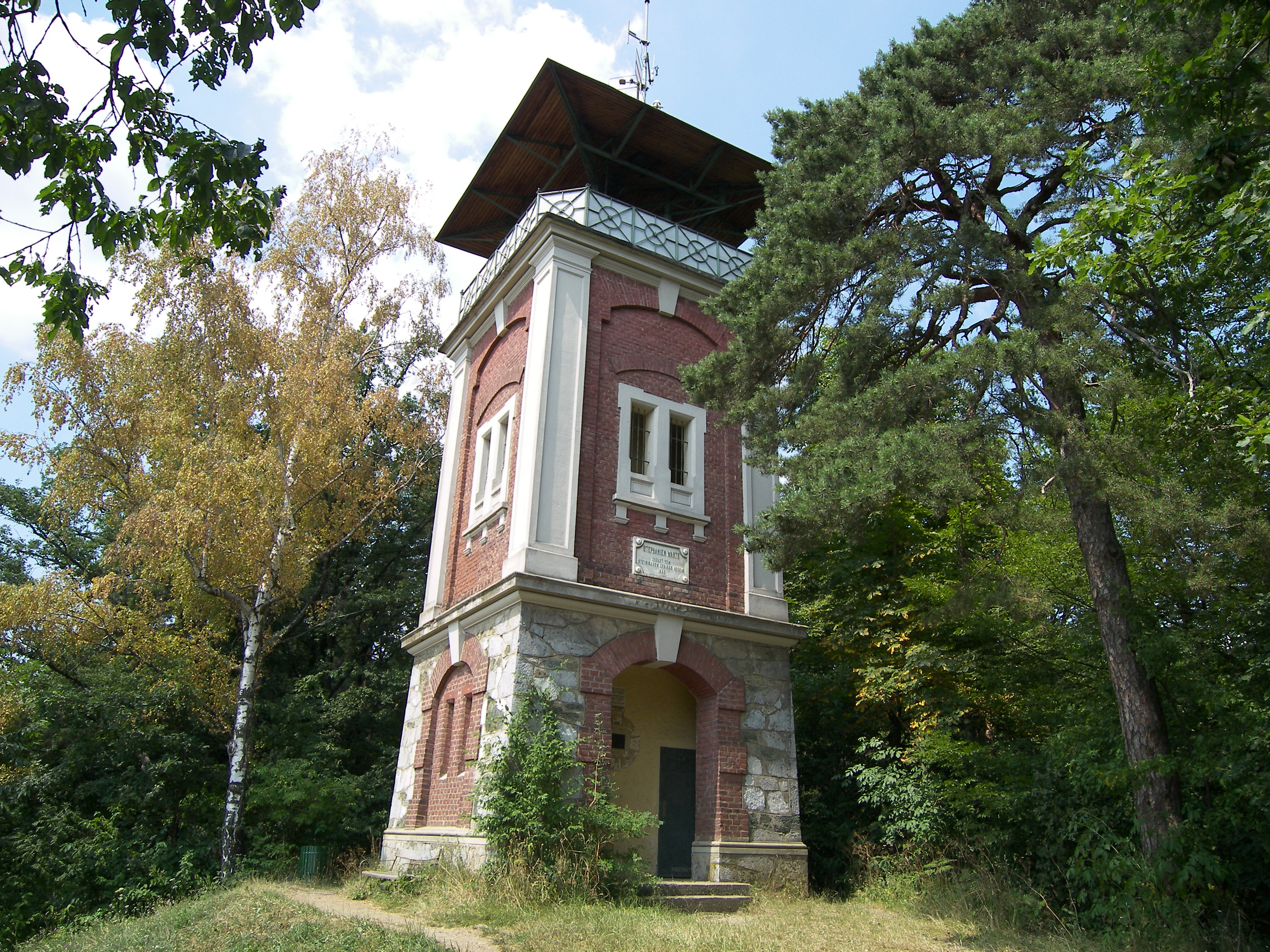
Stephanienwarte

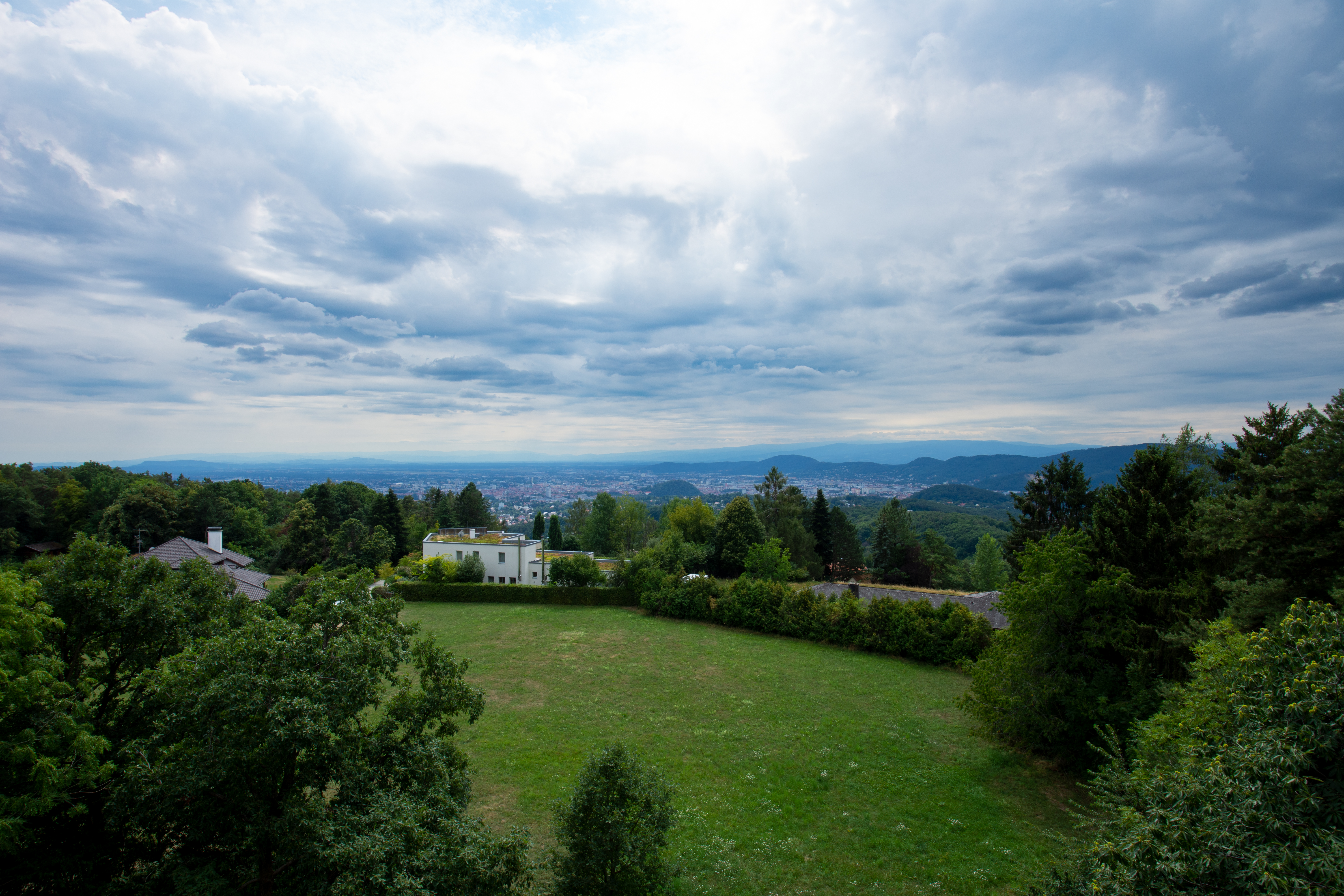
Blick von der Stephaniewarte auf die Stadt.

1839 errichtete man unter der Schirmherrschaft des Rechnungsrates Franz Göbel einen hölzernen Aussichtspavillon. Der Standort befand sich zum damaligen Zeitpunkt noch im Bezirk Graz-Umgebung. Entworfen hat die erste Warte auf der Platte Wenzel Heger. Sie verfiel in den Folgejahrzehnten trotz Renovierungsmaßnahmen komplett.
Am 6. April 1880 erwarb der Steirische Gebirgsverein den Gipfel der Platte mitsamt einer Servitut, die einen freien Zugang zum Turm gewährt. Das Projekt von J. G. Wolf ging als Siegerprojekt aus sieben Einreichungen für den Neubau der Warte hervor. Sockel und Kanten sind aus vermauerten Bruchsteinen, die Seitenflächen mit roten Ziegelsteinen aufgefüllt. Die 18 Meter hohe Warte betritt man durch einen Torbogen; einem Erdgeschoß im Renaissance-Stil folgt das Mittelgeschoß mit neubarocken Stilelementen. Den Aussichtsbereich umläuft ein Eisengitter mit Ornamenten und auf vier Eisensäulen ruht das Blechdach.
Nach der Grundsteinlegung im Juli 1880 fand am 19. September die Eröffnung der Warte statt. Benannt ist sie nach Stephanie von Belgien, verlobt im März 1880 und verheiratet im Mai 1881 mit Kronprinz Rudolf, nach der auch die Stephaniewarte am Wiener Kahlenberg benannt wurde.
In den 1950er Jahren sorgte ein Turmaufseher für Ordnung. 1968 erfolgte eine Renovierung und der Österreichische Versuchssenderverband benützte die Warte für seine Zwecke mit. 1972 erwarb die Alpenvereinssektion Graz ein großes Areal um die Stephanienwarte, um es vor Verbauung zu schützen.
Ab 1977 war im Turm eine Funkleiteinrichtung des Landesfeuerwehrverbandes für den Katastrophenschutz installiert, die 1995 auf den Plabutsch verlegt wurde. 1979 erfolgte eine neuerliche Renovierung, ab 1989 kam eine Luftgüteüberwachungsstation hinzu, die 1991 für Ozonmessung erweitert wurde. Die Sektion Graz des Österreichischen Alpenvereins ist momentaner Besitzer der Stephanienwarte, die seit 2010 frei zugänglich ist.